# Résolution 199 du Conseil de sécurité des Nations unies
Membres permanents
- Chine (Taïwan)
- États-Unis
- France
- Royaume-Uni
- URSS

Membres non permanents
- Bolivie
- Brésil
- Côte d'Ivoire
- Maroc
- Norvège
- Tchécoslovaquie

Résolution no 198 Résolution no 200
La Résolution 199  est une résolution du Conseil de sécurité des Nations unies adoptée le 18 décembre 1964, dans sa 1189e séance, a demandé que tous les États de s'abstenir (ou, dans certains cas, de prendre fin) d'intervenir dans les affaires intérieures du Congo et a appelé à un cessez-le-feu. 
Après les applaudissements de l'Organisation de l'unité africaine, le Conseil a invité les États à aider à atteindre ses objectifs pour la République démocratique du Congo.

## Vote
La résolution a été approuvée à 10 voix contre 0.

La France s'est abstenu.

## Contexte historique
Le 9 décembre 1964, la République démocratique du Congo a demandé une réunion du Conseil de sécurité pour discuter des interventions dans ses affaires intérieures par de nombreux pays. Avant que la résolution soit adoptée, un certain nombre de pays africains ont été invités à discuter de la question.

## Texte
- Résolution 199 Sur fr.wikisource.org
- Résolution 199 Sur en.wikisource.org